# Лунцзин (чай)
Чай лунцзин (кит. трад. 龍井茶, упр. 龙井茶, пиньинь lóngjǐngchá — колодец дракона) — разновидность зелёного чая из Ханчжоу, провинция Чжэцзян, Китай. Изготовляется, как правило, вручную, вследствие чего цена на этот сорт выше по сравнению с большинством сортов. Отмечен почётным титулом Знаменитый чай Китая.

## Общая характеристика
Для производства лунцзина используют только верхушки побегов с двумя верхними листьями. В килограмме чая таких побегов может быть до 100 тысяч, а поскольку ручной сбор и обработка очень трудоёмки и требуют высокой квалификации, высокосортный лунцзин весьма дорог и продаётся небольшими навесками.
В процессе изготовления лунцзин подвергается обжариванию для остановки процесса ферментации (окисления веществ чайного листа под действием собственных ферментов во время сушки) и особой механической обработке, придающей чайному листу нежность. Лунцзин поджаривается в специальных котлах: лист ладонью придавливается к нагретой поверхности котла, расплющивается и одновременно окончательно высушивается. Приготовленный таким образом чай не требует сортировки, он является конечным продуктом и подлежит герметической упаковке. Лунцзин не подвергается ароматизации.
Лунцзин даёт жёлто-зелёный настой с нежным тонким ароматом и богатым вкусом. Чай содержит витамин C, аминокислоты и катехины, по содержанию которых превосходит все прочие виды и сорта чая.
Своё название чай получил от горного района в провинции Чжэцзян, который в свою очередь ведёт своё название от деревни Лунцзин, что в переводе с китайского означает «Колодец дракона».
Рассказывают, что в деревенском колодце, вода в котором благодаря высокой минерализации отличалась по светопреломляющим свойствам, во время дождя возникали оптические эффекты, напоминавшие местным жителям движения мифического священного животного. Колодец почитался чудотворным и к нему приходили в засуху просить дракона о дожде.
Считается, что для раскрытия всех качеств лунцзина его нужно заваривать водой из источника Хупао-цюань, вскипячённой и охлаждённой до 80 градусов. Выделяют 6 сортов лунцзина: «высший», и с 1-го по 5-й, а иногда используют градацию AAA, AA, A.

## История
Согласно легенде, внук цинского императора Сюанье — император Хунли — посетил озеро Сиху во время одной из своих знаменитых праздничных поездок.
В храме Хугун у подножия Львиной горы Ши Фэншан, возле которого росли 18 чайных кустов, императору поднесли чашку местного чая. По достоинству оценив качество чая, Цяньлун пожаловал эти 18 кустов особым титулом, а высший сорт лунцзина с тех пор считается гунча (чай-подношение императору).
И сегодня у храма Хугун растут знаменитые 18 императорских чайных кустов.

## Дегустация
Чтобы отличить настоящий лунцзин, необходимо обратить особое внимание на цвет, аромат, вкус и форму листьев.
- Цвет. Чай высшего сорта имеет жёлто-зелёный цвет; средние сорта — светло-зелёного цвета; низкосортный чай имеет тёмно-зелёный цвет.
- Аромат. Заварите 3—5 граммов чая в гайвани, вылейте настой и понюхайте чай. Аромат должен быть выраженным, но нежным и нерезким.
- Вкус. Высококачественный лунцзин оставляет сладкое (а не горькое) послевкусие. Во избежание появления кислого привкуса не заваривайте лунцзин слишком крепким (не более 5 граммов на чашку).
- Форма. Сухой лист лунцзина высшего сорта — плоский, ровный, с гладкой поверхностью, длиной около 2 см, по форме напоминает сосновые иглы. Слишком длинные или слишком короткие листья могут свидетельствовать о низком качестве чая.

## Подделки
Есть данные о том, что большинство продаваемого лунцзина — не из Чжэцзяна. Поставщики, заботящиеся о своей репутации, снабжают свой товар специальными защитными марками  или открыто заявляют, что их чай не из Чжэцзяна.
По лунцзинской технологии чай производят в провинциях Юньнань, Гуйчжоу и Сычуань.
Нередки случаи, когда продавцы подмешивают низкосортный чай к дорогим сортам, выдавая такую смесь за высококачественный чай.

## Разновидности
- Сиху лунцзин — пример строгого соблюдения стандартов наименования. Сиху (Западное озеро) — место произрастания этой разновидности лунцзина. Именно лунцзин Западного озера из Чжэцзяна — обладатель титула «Знаменитый чай Китая». Территория возле озера Сиху, на которой выращивают сиху лунцзин, строго ограничена; её площадь составляет 168 квадратных километров. Исторически эта территория разделялась на 4 района: Лев (Ши), Дракон (Лун), Облако (Юнь) и Тигр (Ху). С годами границы районов стёрлись, и сегодня выделяют следующие разновидности сиху лунцзина: ши фэн лунцзин, мэй цзя лунцзин и просто сиху лунцзин, к которому относят все остальные разновидности чая этой территории.
  - Ши фэн лунцзин — разновидность сиху лунцзина. Этот чай в Китае считают лучшим. Для имитации жёлто-зелёного цвета ши фэн лунцзина некоторые недобросовестные производители пережаривают чайный лист.
  - Мэй цзя лунцзин — разновидность сиху лунцзина, знаменитая своим красивым зелёным цветом. Стоимость чая первого урожая у производителей доходит до 6000 юаней за килограмм (данные 2005 г.).
  - Лун Лунцзин. Выращивается в районе деревни Вэнцзя.
  - Ху Лунцзин. Тигровый Лунцзин. Выращивается на юге Ханчжоу, недалеко от родника Ху Пао Мэй Цюань.
- Бай лунцзин. На самом деле это не лунцзин, а байпян. Его производят в Аньцзи, провинция Чжэцзян. Этот чай, выведенный в начале 80-х гг. XX в., относится к белому чаю — оригинальной разновидности зелёного чая, отличающейся необычным видом и вкусом и высоким содержанием аминокислот.
- Цяньтан лунцзин. Этот чай выращивают за пределами территории сиху лунцзина, в районе Цяньтан; как правило, он дешевле сиху лунцзина.
- Да Фо Лунцзин. Разновидность высококачественного лунцзина. Выращивается, как и оригинальный лунцзин, в провинции Чжэцзян, но не в районе озера Сиху, а в уезде Синьчан.